# Gérard Calot
 (octobre 2018).
Gérard Calot, né le 7 avril 1934 à Orléans, mort le 15 mars 2001 à Saint-Cloud, était un démographe et statisticien français, directeur de l’Institut national d’études démographiques de 1972 à 1992.

## Biographie
Gérard Calot entre à l'École polytechnique en 1954, et poursuit ses études à Paris de 1957 à 1959, à l'ENSAE (École nationale de la statistique et de l'administration économique) et à l'ISUP (Institut de statistique de l'université de Paris). Il obtient le titre de Lauréat Zellidja à la suite de deux voyages effectués durant ses années de lycéen. Devenu en 1959 administrateur de l'Insee (Institut national de la statistique et des études économiques), il entre au service de la démographie et devient en 1966 chef de la division « Démographie générale ». Il organise à ce titre, en mars 1968, le recensement de la population en France, avant d’être nommé en 1971 chef du service de la démographie de l’Insee.
En septembre 1972, il est nommé directeur de l'INED, l’Institut national d’études démographiques, où il succède à Alfred Sauvy et à Jean Bourgeois-Pichat. Il occupe ce poste pendant près de vingt ans. En 1974, pendant les âpres controverses qui accompagnent le projet de loi sur la libéralisation de l’avortement défendu par Simone Veil, il fournit à cette dernière les expertises demandées.
Une querelle publique sur les indices de fécondité, lancée contre lui en 1991 par l’un des principaux chercheurs de son institut, Hervé Le Bras, ternit son dernier mandat.
Après son départ de l'INED en août 1992, il siège au Conseil économique et social et fonde l'Observatoire démographique européen, qui l’occupe jusqu'à sa mort prématurée en 2001. Il a joué un rôle décisif dans la création de l’Association européenne pour les études de population (European association for population studies), qu’il a présidée de 1987 à 1991, en s'employant à rompre l’isolement des meilleurs démographes du bloc communiste.

## Œuvre pédagogique
Son œuvre est d’abord celle d’un pédagogue de l’analyse statistique et démographique, soucieux de contrôler la qualité des données et de clarifier les concepts. Il a publié entre 1964 et 1967 trois manuels de statistique et de calcul des probabilités. Il est l’auteur de nombreux articles de méthode (dont une vingtaine dans la revue de l’INED, Population). Son objet principal était la conjoncture démographique de la France et des pays industriels, avec une préférence pour la fécondité et la nuptialité, dont il tentait de suivre les variations annuelles, mensuelles et journalières, en les prolongeant par des projections démographiques. Son Observatoire démographique européen visait à harmoniser le calcul des indicateurs démographiques pour toute l’Europe, en liaison avec Eurostat et le Conseil de l’Europe.
On lui doit des mises au point sur un nombre important de notions :
- les composantes de la fécondité (notamment l’effectif moyen des femmes soumises au risque) ;
- l’articulation entre mesure transversale et mesure longitudinale de la fécondité ;
- la mesure des taux en démographie (par âge en années révolues et par âge atteint dans l’année) ;
- les notions d’avance, de retard et de report dans le calendrier des naissances ;
- la chronologie exacte du baby boom ;
- les facteurs du vieillissement ;
- la définition de l’âge (qu’il préconise d’exprimer par la position relative dans la pyramide des âges).

Tous ces travaux sont nourris d’exemples et illustrés de graphiques d’une remarquable précision[non neutre].

## Engagement nataliste
Peu intéressé par les sciences économiques et sociales, Gérard Calot préférait les sources démographiques classiques (recensement et état civil) aux données d’enquêtes. Ses incursions hors de l’analyse démographique sont rares, hormis vers les questions de politique familiale. Se réclamant volontiers d’Alfred Sauvy, il s’inscrivait ouvertement dans une démarche nataliste, devenue minoritaire dans son propre institut et qui ne sera plus adoptée par ses successeurs. Il était particulièrement préoccupé par le vieillissement démographique de la France, qu’il imputait davantage au défaut de fécondité qu’à l'allongement de la vie. Soucieux de compenser les baisses de revenus des familles nombreuses, il inspira en 1986 une réforme fiscale visant à encourager en France la naissance du troisième enfant.

## Principales publications
- Gérard Calot, 1965 : Cours de statistique descriptive, Paris, Dunod (rééd. 1973).
- Gérard Calot et Maurice Febvay, 1965, La mortalité différentielle suivant le milieu social : présentation d'une méthode expérimentée en France sur la période 1955-1960 : premiers résultats, Paris, Insee.
- Gérard Calot, 1974 : « Le nombre des avortements provoqués », Population et sociétés, bulletin de l'INED, nº 69, 3 p.
- Gérard Calot, 1981 : « Enfants, frères et sœurs, aînés et puînés », Population, nº 2, p. 361-396.
- Gérard Calot, 1984 : La mesure des taux en démographie. Âge en année révolues ou âge atteint dans l'année. Incidence du choix de la définition. Application à la fécondité générale, Paris : Presses Universitaires de France, vii + 321 p. (« Travaux et documents », Cahier 104).
- Gérard Calot, 1984 : « Une notion intéressante : l'effectif moyen des générations soumises au régime », Population, nº 6, p. 947-976.
- Gérard Calot, 1989 : « La mortalité en Chine d'après le recensement de 1982 : analyse selon le sexe et l'âge au niveau national et provincial », Population, 4-5, p. 841-872.
- Gérard Calot, 1991 : « Détermination d'une table de mortalité : la conversion des taux en quotients », Population, nº 6, p. 1441-1490.
- Gérard Calot, 1992 : « Relations entre indicateurs démographiques longitudinaux et transversaux », Population, n° 5, p. 1189-1240.
- Gérard Calot, 1993 : “Relationships between cohort and period demographic indicators. The translation problem revisited”, Population, an English selection, vol. 5, p. 183-221.
- Gérard Calot, 1994 : « Droit fiscal, état matrimonial et nombre d'enfants », Population, nº 6, pp. 1473-1500.
- Gérard Calot, 1997 : « Familles, prestations et prélèvements : pour une réflexion d'ensemble », Futuribles, n° 224, p. 95-101.
- Gérard Calot et al., 1998 : Deux siècles d'histoire démographique suisse. Album graphique de la période 1860-2050, Berne, Office fédéral de la statistique / Observatoire démographique européen, 235 p. + cédérom.
- Gérard Calot et Jean-Paul Sardon, 1999 : « Les facteurs du vieillissement démographique », Population, n° 3, p. 509-552.
- Gérard Calot, 2001 : « La signification des notions de retard, avance, report, anticipation, etc. », Population, n° 3, p. 333-335.
- Gérard Calot et Jean-Paul Sardon, 2001 : « Fécondité, reproduction et remplacement », Population, n° 3, p. 337-396.
- Gérard Calot et Tomas Frejka, 2001 : “Cohort reproductive patterns in low-fertility countries”, Population and development review, n° 1, p. 103-132.